# Limbum
Das Limbum ist eine Graslandsprache des Kamerun, mit einer kleinen Zahl von Sprechern in Nigeria.
Es wird als Handelssprache verwendet und wird als Muttersprache vom Volk der Limbum gesprochen.